# Бутка, Сали
Сали Бутка (алб. Sali Butka; 1852, Бутка — 1938) — албанский поэт и националист. Отец Сафета Бутки, дед Урана Бутки.
Он родился в деревне Бутка (нынешний округ Колёня Албании). Бутка был командиром различных албанских нерегулярных группировок и инициировал военные партизанские операции в 1906 году в регионах современной южной Албании, которые в то время были под контролем Османской империи. Его партизанские действия продолжались в последующие годы и особенно в Балканских войнах (1912–1913) и Первой мировой войне (1914–1918). Во время Балканской кампании Первой мировой войны, несколько группировок албанских тосков и гегов поддерживали вооруженные операций Центральных держав в регионе.
В 1920 году он стал одним из делегатов города Корча на съезде в Люшне.
Сали Бутка во время своих кампаний составлял партизанские революционные стихи, которые сочетали в себе натуралистические тексты с националистическими темами в форме народной поэзии.